# Сасекс шпанијел

## Основно
Сасекс шпанијел је врло добар ловац, али је такође и добар изложбени пас. Међутим, најбитније је да је овај пас угодно друштво.
- Животни век: 9 - 14 година
- Мужјак
  - Висина: 38 - 41
  - Тежина: око 23
- Женка
  - Висина: 38 - 41
  - Тежина: око 23

## Спољашњост
Сасекс шпанијел је чврсто грађен пас, са доста кратким, али јаким ногама. Имају широку главу и кратку њушку са намргођеним, упитним изразом. Очи су смеђе боје. Овај пас има кратко и густо крзно боје златне јетре.
Сасекс шпанијели имају весео и послушан карактер. Имају своје сопствене начине да дођу до онога што хоће и знају да буду понекад својеглави. Не уче брзо као неке друге расе, па је потребно бити стрпљив са тренингом. Али, труд се исплати и резултат је весео и послушан пас.

## Темперамент
Ово је весела и лако прилагодљива раса, која може бити и јако опуштена. Добри су кућни љубимци, али им је потребно доста социјализације када су млади. Веома је важно да, као штенад, буду у контакту са децом, псима, аутомобилима, итд... Оваква социјализација мора да се одржи док пас не одрасте. Воле да лове и понекад су заинтересованији за лов него за било шта друго када су напољу, па је, стога, тренинг веома битна ствар док су млади. Ако нису довољно социјализовани као мали, могу бити непријатни према непознатим псима. Иако ова раса није агресивна, не препоручује се за децу.

## Здравље
Склони ушним инфекцијама. Уши се морају редовно чистити. Обратити пажњу на исхрану, пошто ова раса врло лако добија на тежини. Такође је могућа и дисплазија кукова.

## Историја
Сасекс шпанијел се појавио у раном 19-ог веку као мешавина других копнених шпанијела (иако постоје извори који тврде да је ова раса настала укрштањем шпанијела са гоничима, због њиховог изврсног гоничког инстинкта). Први је издвојио ову врсту и почео са њеним одгајањем један земљопоседник из Сасекса (A.E. Fuller of Rosehill Park, British county of Sussex ). Гајио их је за рад и био је једини који их је гајио првих 50 година. Од самог свог настанка, ова врста је све време била на ивици истребљења. До Другог светског рата било је тек неколико јединки ове врсте, а после рата остало их је само осам и то само у Сасексу. На срећу, раса је имала посвећене одгајиваче, а нарочито госпођу Фрир (Joy Freer ). Ова је жена посветила свој живот одгајању Сасекс шпанијела за будуће нараштаје. Данас је ово прилично мала врста са само 60-100 новорегистрованих паса годишње. Скоро сви пси потичу од осам паса који су преживели Други свјетскии рат.

## Карактеристике расе
Глава треба да буде широка и добро избалансирана. Њушка је кратка са развијеним ноздрвама. Чељусти су снажне са комплетним маказастим загризом. Очи боје лешника, релативно велике и нежног изгледа. Уши велике, ниско леже близу глави, покривене меком коврџавом длаком. Врат треба да буде дугачак, јак и благо закривљен. Имају развијена, широка прса, али не преширока или превише округла. Ширина тела је константна од врата до кукова. Ноге би требало да буду кратке, снажне, кошчате и мишићаве, осредње длакавости. Задње ноге не смеу бити краће од предњих. Шапе треба да буду постојане, са доста длаке међу јастучићима. Док се крећу, прилично се гегају. Реп може, али и не мора бити купиран, ниско спуштен и никада изнад нивоа горње линије леђа. Реп је густо, али не превише покривен длаком. Крзно је обилно, равно и отпорно на временске промене. Најбоља боја за изложбе је златно јетрена, са прелазом на златно ка врховима. Црно-јетрена боја је непожељна.

## Савет одгајивача
- Услови живота

Сасекс шпанијел могу живети и у стану, ако имају довољно вежбе. Нису пуно активни у затвореном простору, тако да би и мало двориште бил довољно. Ова раса може да живи напољу у умереним климама, док год има топло склониште, али генерално гледајући најбоље им је ако су кућни пси који имају приступ у двориште.
- Вежбање

Сасекс шпанијела треба редовно изводити у шетњу, више од два сата дневно. Брзо добијају на тежини уколико недовољно вежбају. Ужива у добављању и пливању и иначе бити на отвореном у шуми или на пољу, али треба имати у виду да има навику да „прати свој нос“, односно да одлута њушећи траг!
- Четкање

Меко крзно, средње дужине, златно-црвене боје, треба редовно четкати/чешљати. Уши држати чистима и тримовати длаке између ножних јастучића, али оставити чупе са горње стране шапа. Ако је неопходно, старију и лакшу длаку скидати чупањем. Превише длаке испод ушију, треба редовно шишати. Ова раса се осредње лиња.